# Takaishi (Osaka)
Takaishi (高石市 Takaishi-shi?) es una ciudad localizada en la prefectura de Osaka, Japón. En julio de 2019 tenía una población estimada de 56.195 habitantes y una densidad de población de 4.973 personas por km². Su área total es de 11,30 km².

## Geografía

### Localidades circundantes
- Prefectura de Osaka
  - Sakai
  - Izumi
  - Izumiōtsu

## Demografía
Según datos del censo japonés, la población de Takaishi ha disminuido en los últimos años.
| Año del censo | Población |
| ------------- | --------- |
| 1995          | 64.295    |
| 2000          | 62.260    |
| 2005          | 61.127    |
| 2010          | 59.572    |
| 2015          | 56.529    |